# Чикин, Алексей Яковлевич
Алексей Яковлевич Чикин (1906—1943) — красноармеец Рабоче-крестьянской Красной Армии, участник Великой Отечественной войны, Герой Советского Союза (1944).

## Биография
Алексей Чикин родился 25 февраля 1906 года на станции Немчиновка (ныне — в Одинцовском городском округе Московской области). После окончания начальной школы работал в колхозе. В феврале 1942 года Чикин был призван на службу в Рабоче-крестьянскую Красную Армию. С марта того же года — на фронтах Великой Отечественной войны. В боях был ранен.
К сентябрю 1943 года гвардии красноармеец Алексей Чикин был сапёром сапёрного взвода 37-го гвардейского стрелкового полка 12-й гвардейской стрелковой дивизии 61-й армии Центрального фронта. Отличился во время битвы за Днепр. Чикин в числе первых переправился через Днепр в районе деревни Глушец Лоевского района Гомельской области Белорусской ССР и за короткое время с товарищами построил пристань, что позволило переправлять на плацдарм основные силы. За последующую неделю он совершил 18 рейсов через Днепр и обратно. 4 октября 1943 года Чикин получил ранение и в тот же день скончался. Похоронен в братской могиле в селе Березовка Репкинского района Черниговской области Украины.
Указом Президиума Верховного Совета СССР «О присвоении звания Героя Советского Союза генералам, офицерскому, сержантскому и рядовому составу Красной Армии» от 15 января 1944 года за «образцовое выполнение боевых заданий командования по форсированию реки Днепр и проявленные при этом мужество и героизм» гвардии красноармеец Алексей Чикин посмертно был удостоен высокого звания Героя Советского Союза. Также был награждён орденами Ленина и Красной Звезды.
В честь Чикина названы улицы в Одинцово и в селе Смолиговка Репкинского района.